# 大阪城公園
大阪城公園（おおさかじょうこうえん）は、大阪府大阪市中央区大阪城にある都市公園（歴史公園）である。

## 概要
大坂城特別史跡地に所在する広大な歴史公園である。本丸に聳える大阪城天守閣は展望台と歴史博物館を兼ねた施設として有料公開されており、最上階からは遠く生駒山から大阪湾、大阪平野を見渡すことができる。
外郭東部（杉山地区）に設けられた多目的アリーナの大阪城ホールと野外音楽堂の大阪城音楽堂では連日コンサートやイベントが行われる他、多目的グラウンドの太陽の広場付近などでは日曜日の昼に複数のアマチュアバンドが演奏したり、至る所でさまざまな楽器の練習をする市民の姿が見られる。
公園内には樹木が多く植えられ、二の丸市正曲輪の梅林、北外曲輪の桃園、西の丸庭園の桜など、花見シーズンには梅・桃・桜の名所となっている。また、杉山地区は森林公園となっており、外濠の水辺に集まる野鳥を眺めて家族連れが憩う姿も見られ、都会のオアシスとして市民から愛されている。日本国外からの観光客も多い。日本さくら名所100選に選定されている。

## 歴史
1924年（大正13年）、都市計画学者でもあった關一第7代大阪市長の下、追手口（大手口）の正面に開園した大手前公園 (2.3ha) を前身としている。
その後關市長は公園の整備を進め、1931年（昭和6年）11月7日の天守再建と同時に本丸を含む大阪城公園となった。当初はわずか9.6 haで、城内の大部分は大日本帝国陸軍第4師団の用地だった。また、杉山地区は大阪砲兵工廠の中核施設が置かれていたため、第二次世界大戦中に米軍から集中的な爆撃を受けており、現在でもこの周辺で土木工事を行うと不発弾が発見されることがある。
豊國神社はかつて中之島に鎮座していたが、1961年（昭和36年）に二の丸南曲輪へ遷座された。
2015年3月までは、大阪城天守閣は大阪市博物館協会（現・大阪市文化財協会、大阪市博物館機構）が、その他のエリアは大阪市が直営で管理していたが、同年4月からは公園全体を、大阪城パークマネジメント共同事業体（大和ハウス工業、讀賣テレビ放送、電通が出資する共同事業体）が指定管理者として管理運営している。
2017年6月からの滞在型の都市公園へのリデザインが、2018年度グッドデザイン賞受賞。

## 施設
歴史的建築・旧跡
- 大坂城
  - 大阪城天守閣（博物館）
  - 金蔵
  - 桜門
  - 多聞櫓
  - 大手門
  - 青屋門
  - 乾櫓
  - 千貫櫓
  - 六番櫓
  - 一番櫓
  - 内濠
  - 西外濠
  - 北外濠
  - 東外濠
  - 南外濠
  - 焔硝蔵（西ノ丸庭園）
- 石山本願寺推定地
- 蓮如上人袈裟懸の松
- 豊臣秀頼 淀殿ら自刃の碑

神社仏閣
- 豊國神社
  - 秀石庭
- 生國魂神社お旅所
- 無縁仏回向供養塔

文化施設・運動施設
- 大阪城ホール
- 大阪城音楽堂
- 大阪国際平和センター (ピースおおさか)
- JO-TERRACE OSAKA
- キャッスルガーデンOSAKA（結婚式場）
- COOL JAPAN PARK OSAKA
- 太陽の広場
- 野球場
- 少年野球場
- 大阪市立修道館（武道場）
- 大阪城弓道場
- オリエンテーリングパーマネントコース

公園施設
- 西の丸庭園
  - 大阪迎賓館
  - 茶室 (豊松庵)
- 日本庭園
- 梅林
- 桃園
- 市民の森
- 記念樹の森
- 早稲田の森 (二の丸)
- 思い出の森
- 刻印石広場
- 噴水

地理施設
- 二等三角点（大阪城）

官公庁施設
- 東部方面公園事務所
- 大手前配水池
- 大手前配水場 高地区ポンプ場

大日本帝国陸軍関連施設
- 旧：中部軍管区司令部（旧：第四師団司令部）（旧：大阪市立博物館）
  - 明治以降、大阪城は軍用地となったため、大阪城天守閣を復興するためには日本陸軍の許可を取る必要があった。そのため、天守閣を建設するのと同時に師団司令部を建設することで同意を得た経緯がある。すなわち、この司令部庁舎も（大阪城公園の整備も）大阪市民の寄付によって賄われた。
  - 土産物店やレストランが入る商業施設「MIRAIZA OSAKA-JO（ミライザ大阪城）」として2017年（平成29年）10月にリニューアル。
- 旧：大阪砲兵工廠化学分析場

その他
- 教育塔
- 大阪社会運動顕彰塔
- 大阪城港 (アクアライナー)
- タイムカプセル EXPO '70

駐車場
- 城南バス駐車場

同公園に隣接した主な公共文化施設
- 難波宮跡公園
- 大阪歴史博物館
- NHK大阪放送局
  - NHK大阪ホール
  - BKプラザ
- 森ノ宮ピロティホール
- 住友生命いずみホール
- 府庁、府警本部
- 大阪家庭裁判所
- 国立病院機構大阪医療センター

## 交通機関
公園内移動交通システム
- ロードトレイン

1. コース①：森ノ宮駅 - ジョー・テラス・オオサカ インフォメーション前 - 駐車場前（車椅子利用者のみ乗降可） - 極楽橋 - 豊国神社前
2. コース②：森ノ宮駅 - 極楽橋 - 豊国神社前

- エレクトリックカー

1. 豊国神社前 - 桜門 - 大手門 - 馬場町

## ギャラリー

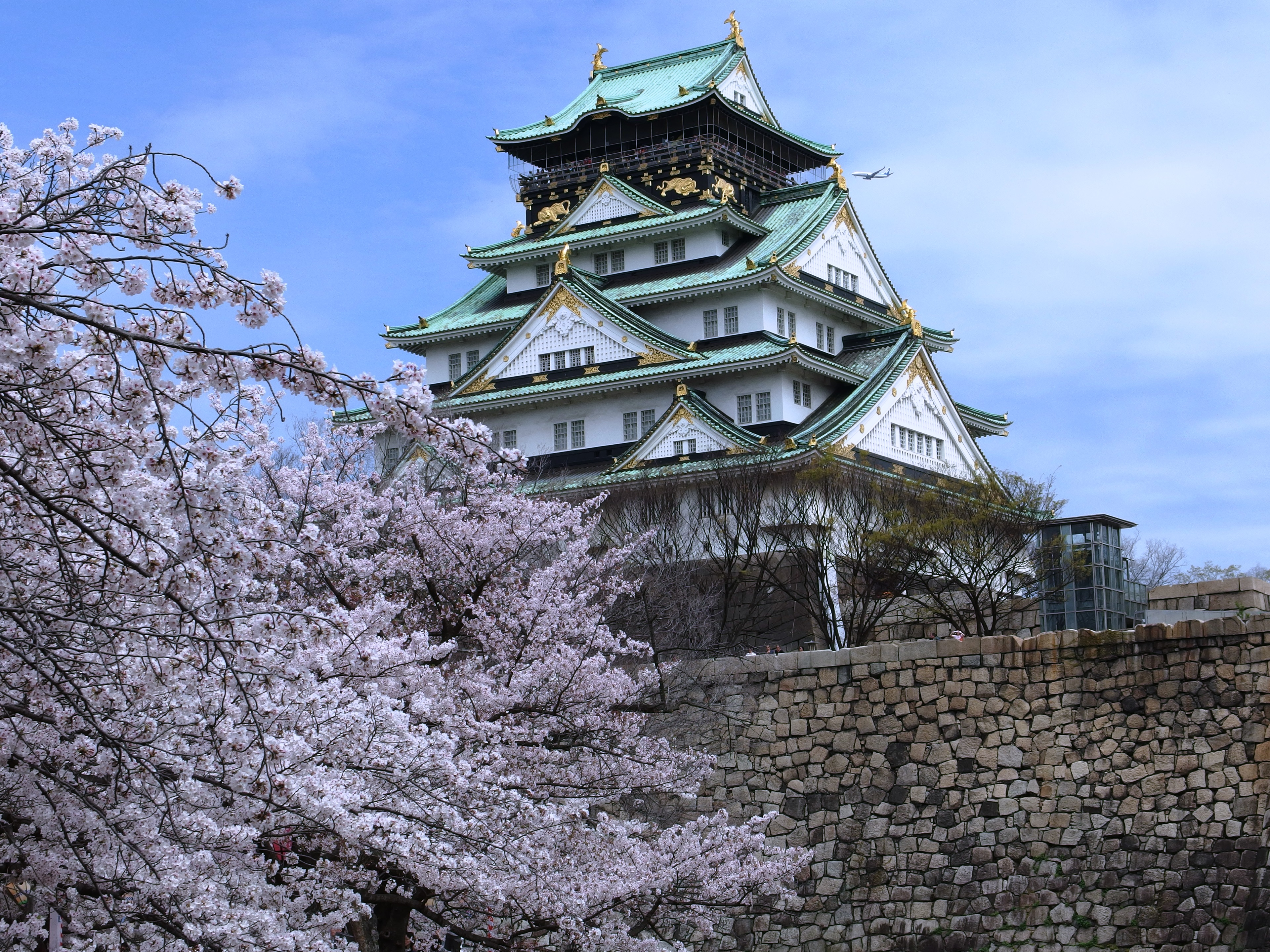
桜と天守閣
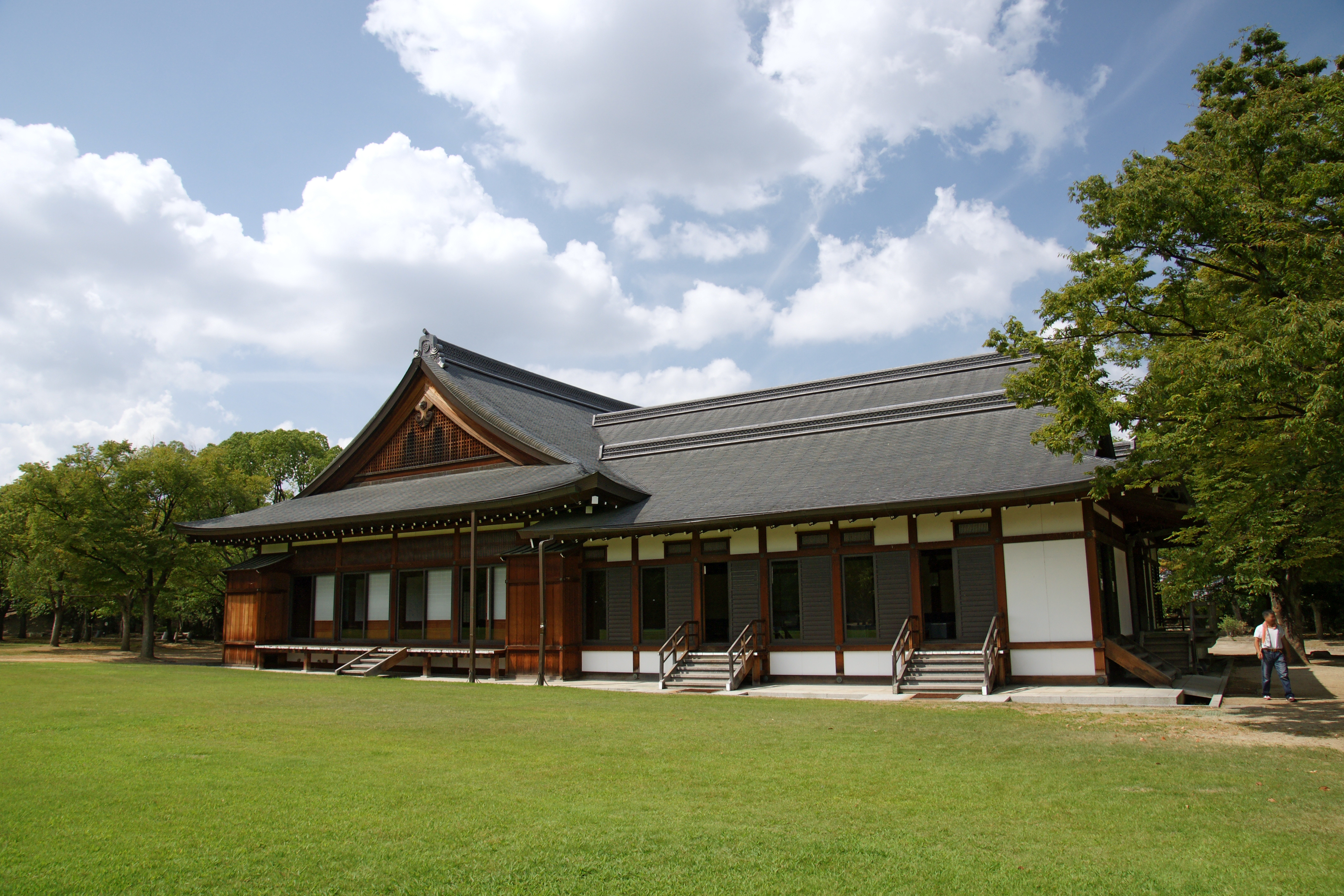
大阪迎賓館
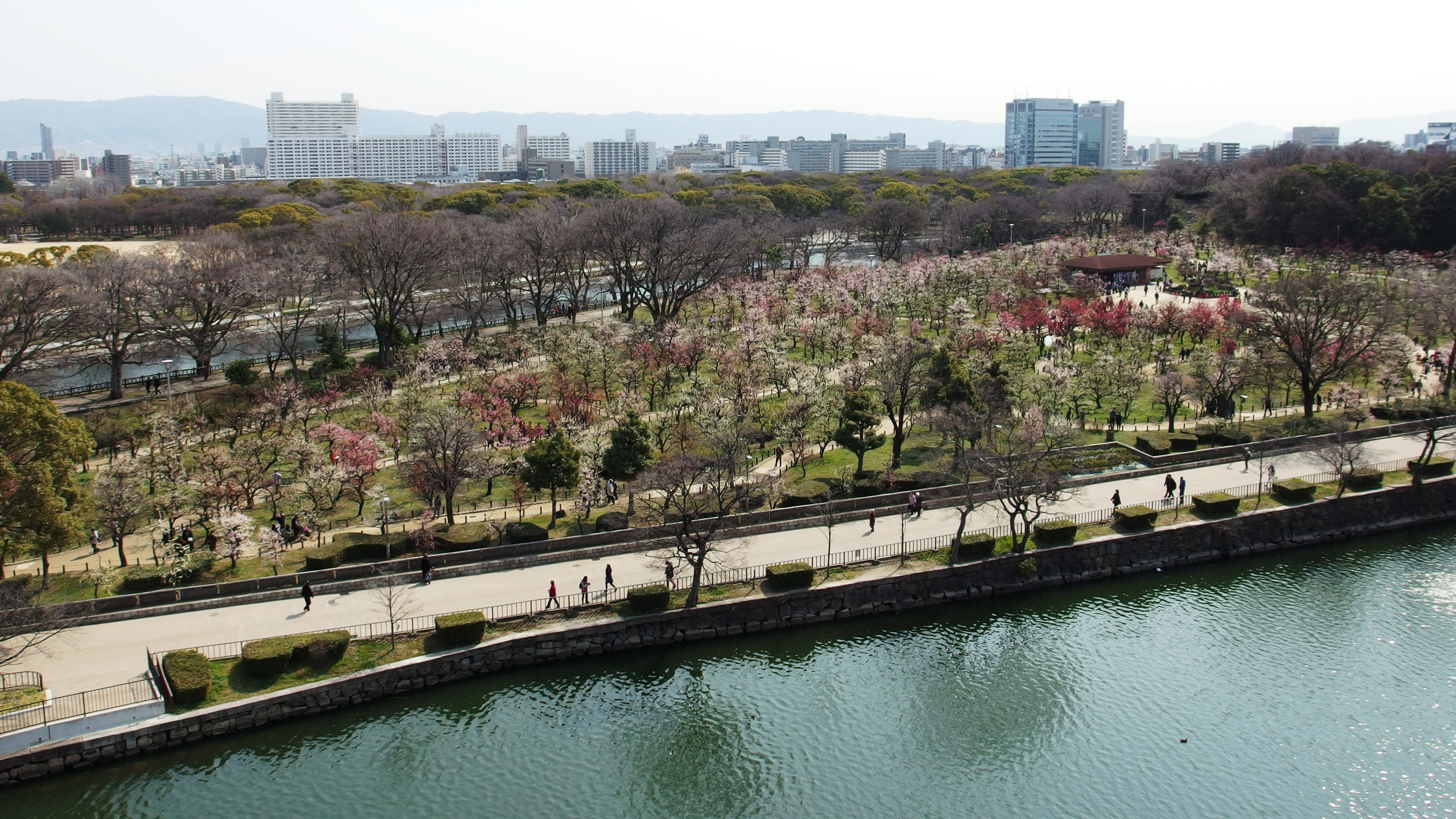
大阪城梅林
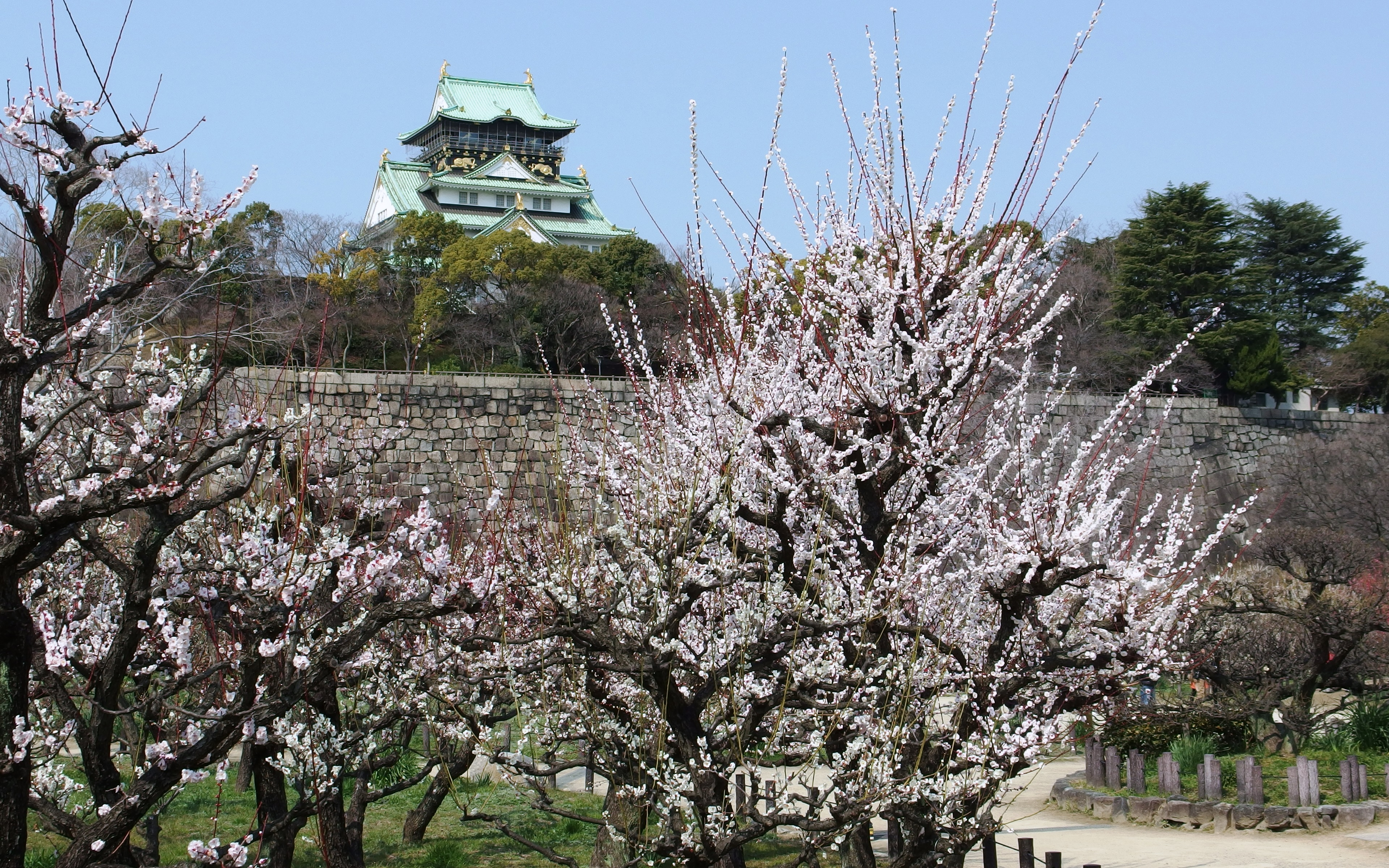
梅林と天守閣
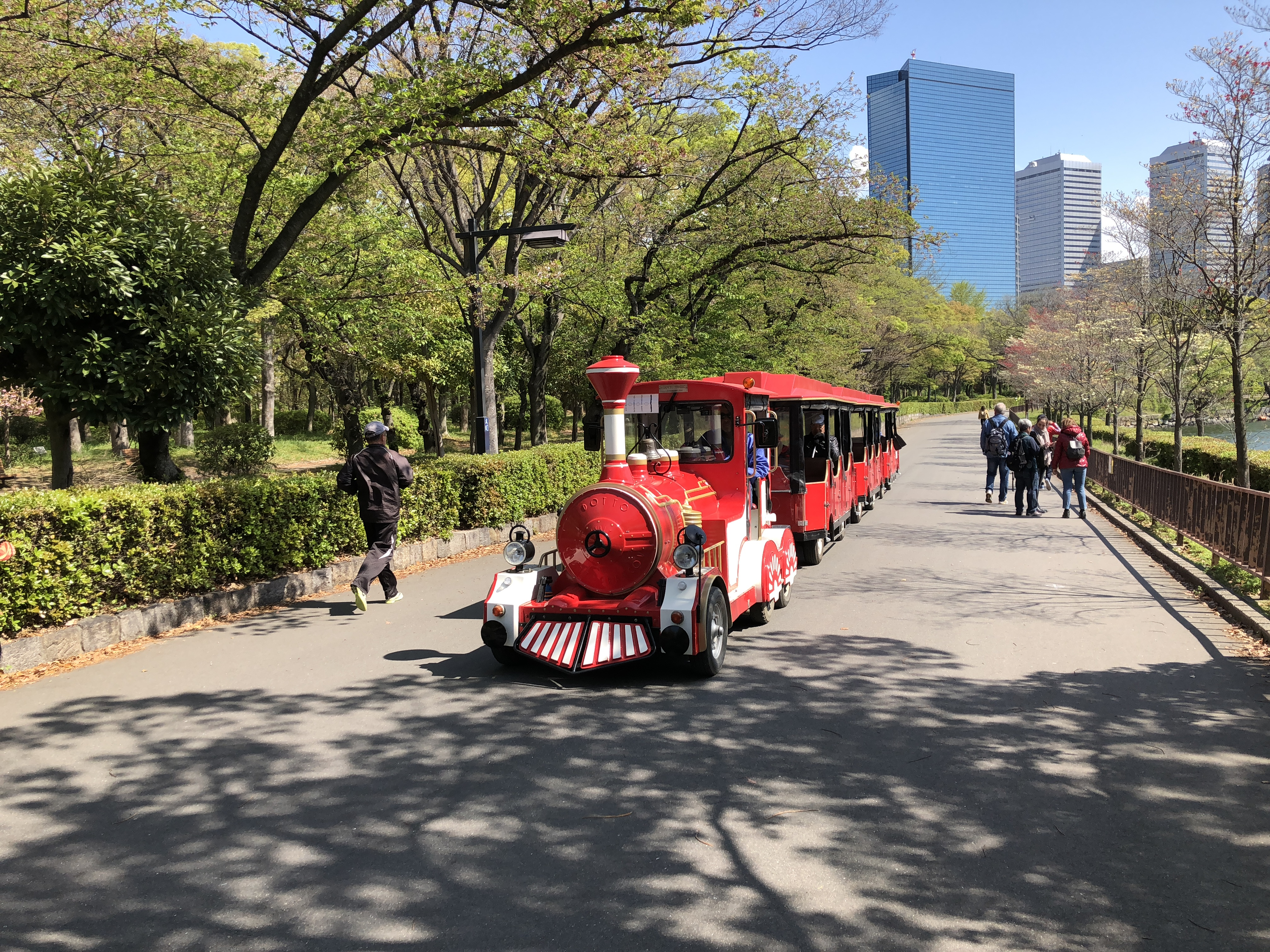
園内移動交通システム ロードトレイン
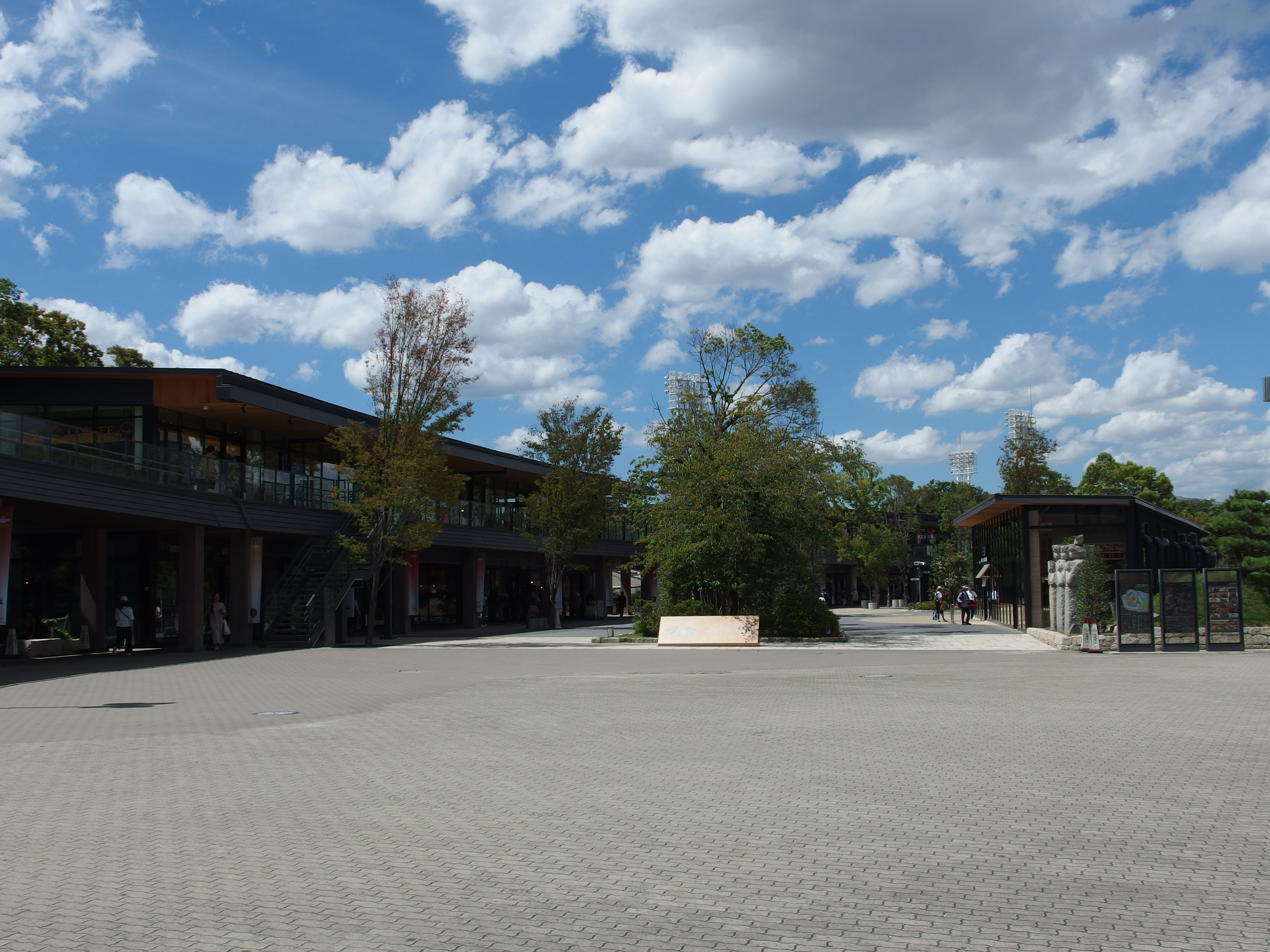
JO-TERRACE OSAKA
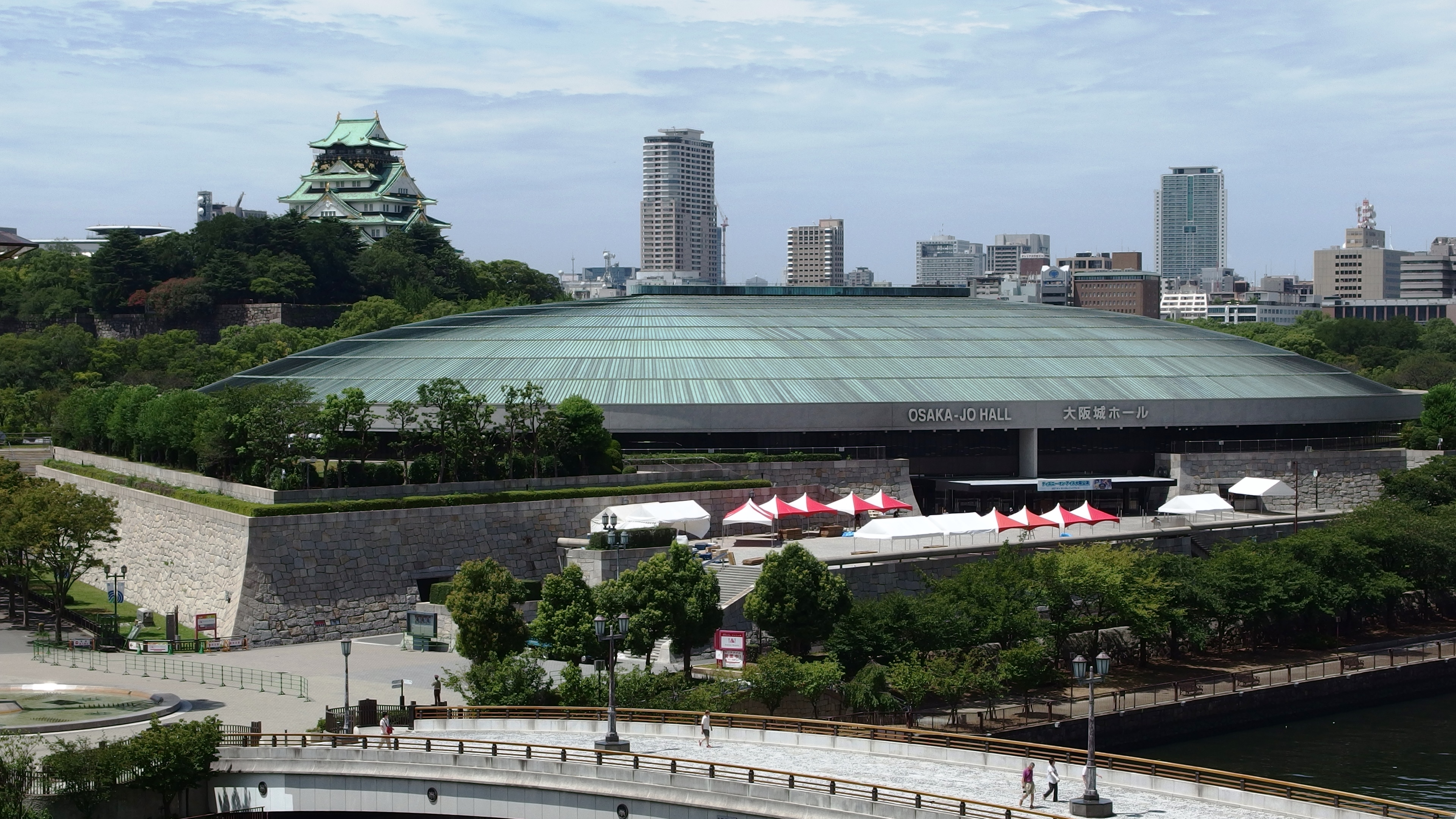
大阪城ホール
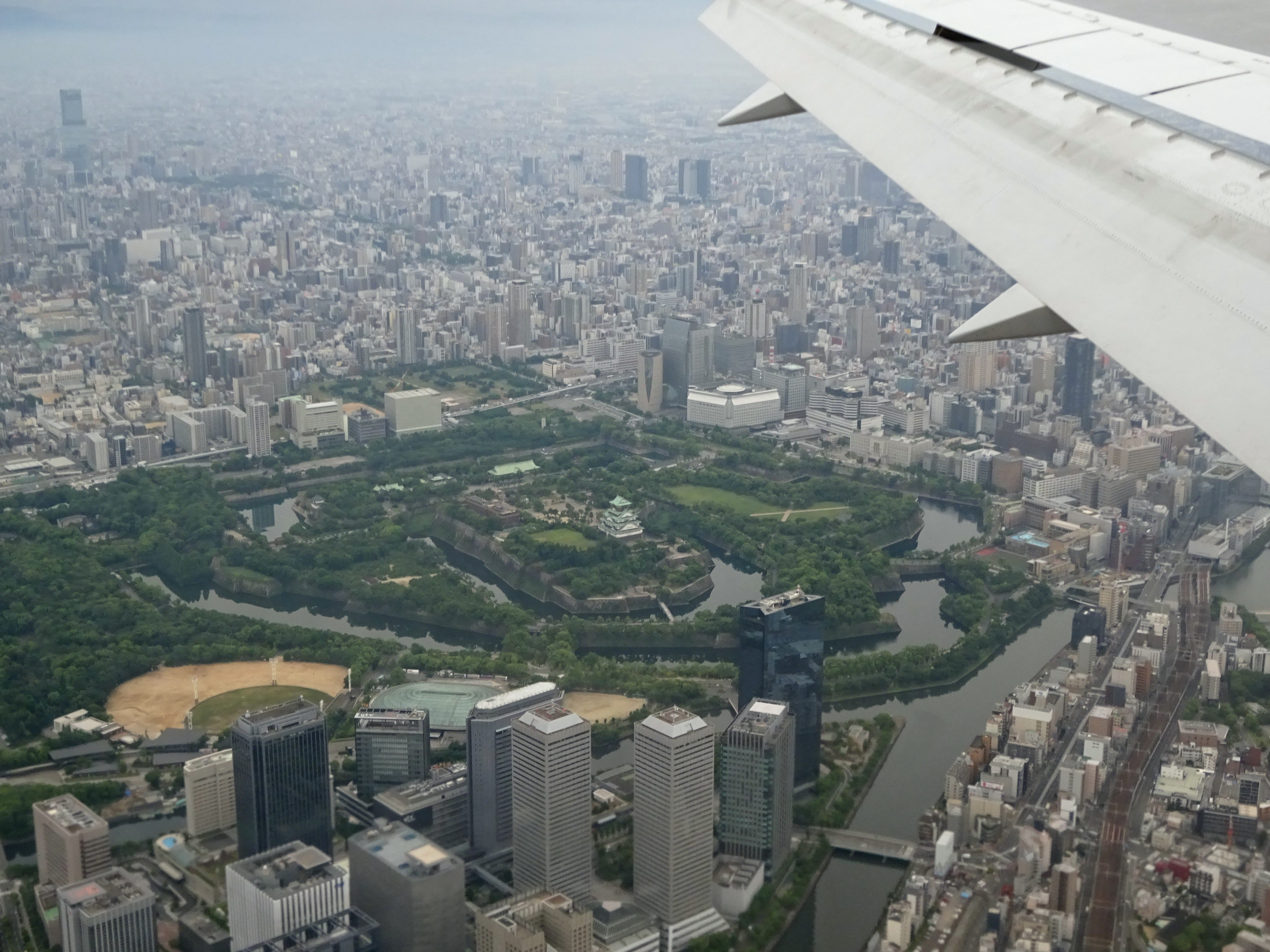
大阪城公園空撮
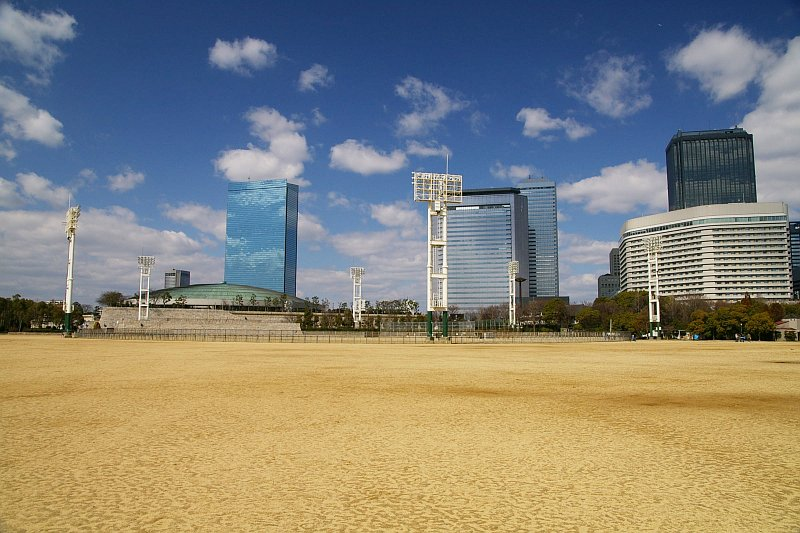
太陽の広場と野球場
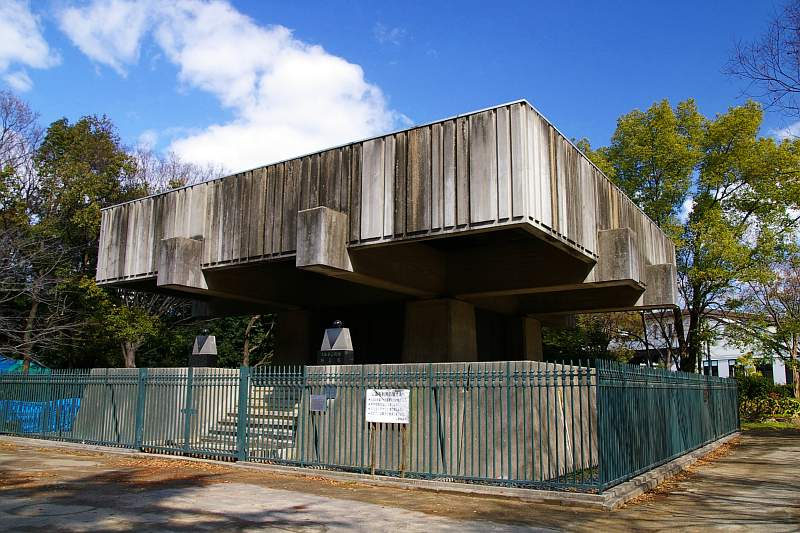
顕彰碑
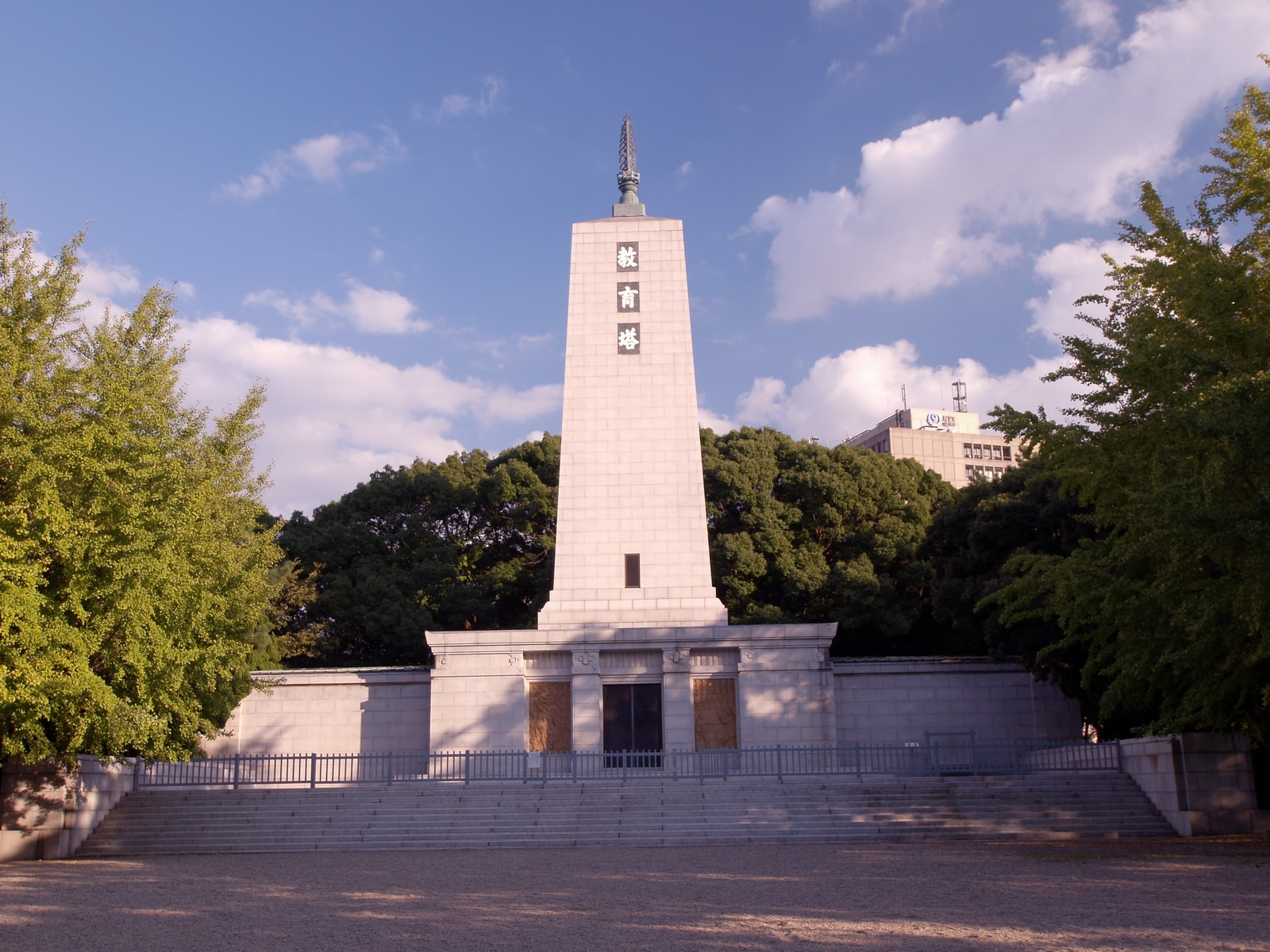
教育塔
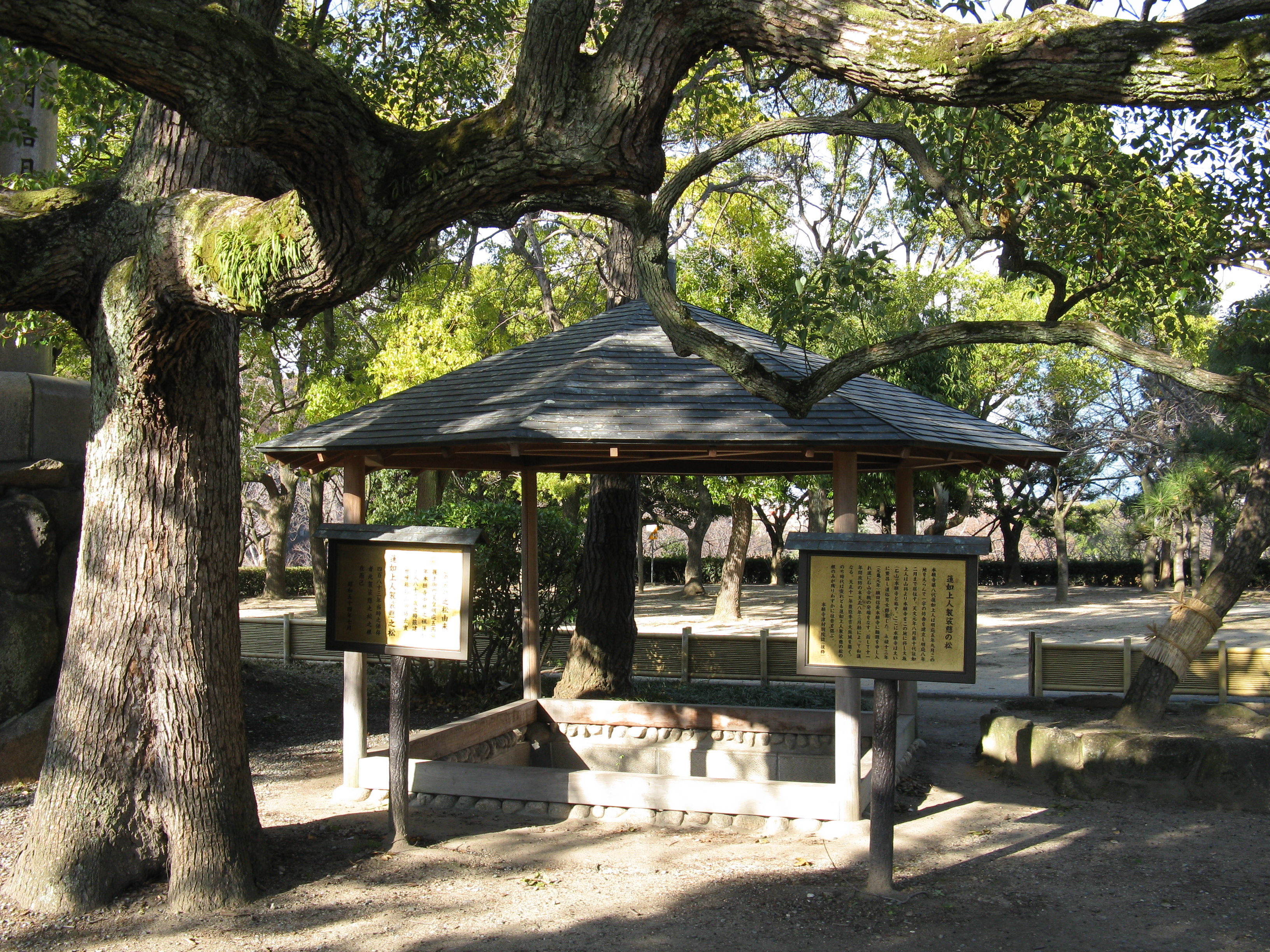
蓮如上人袈裟懸の松
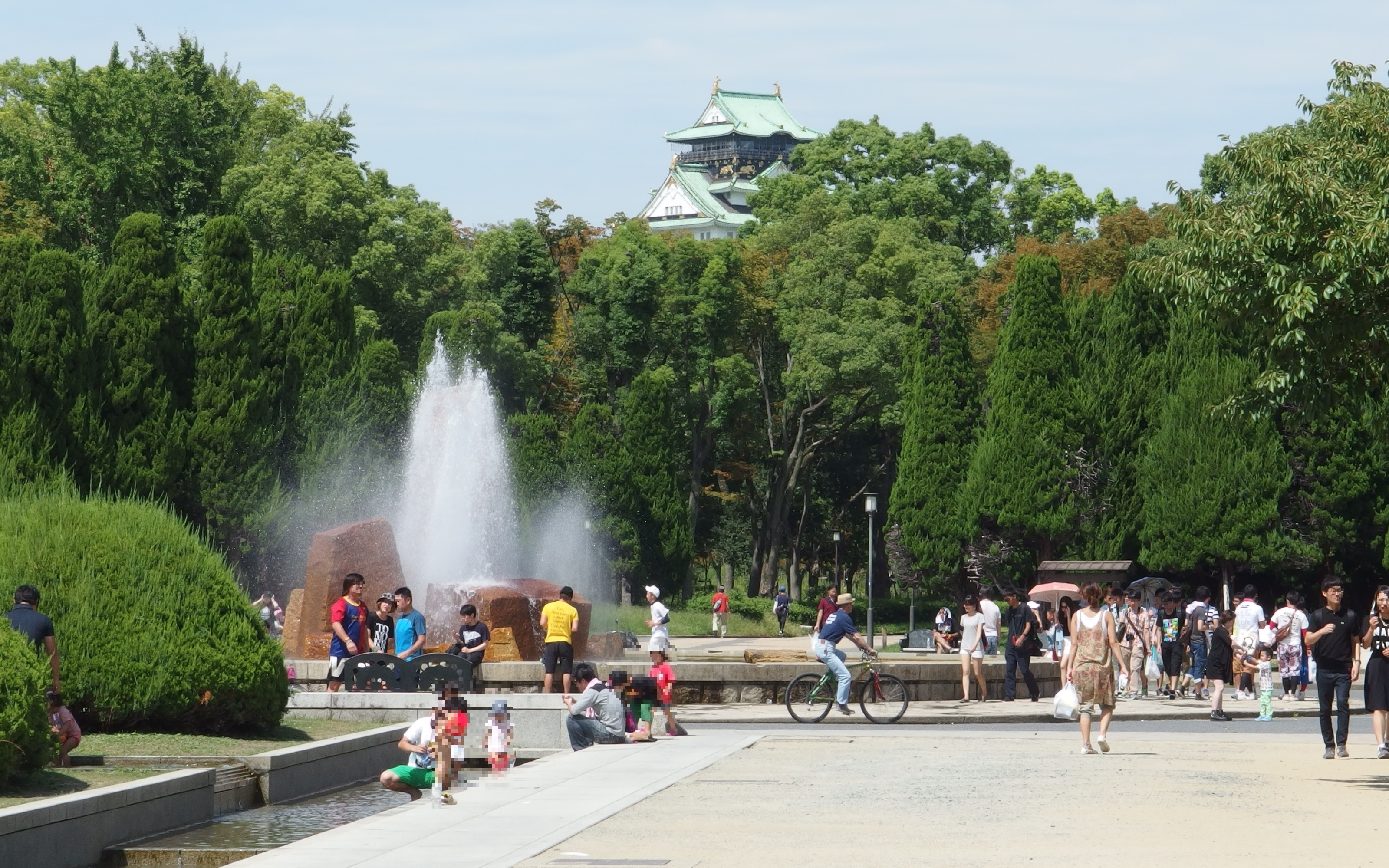
噴水
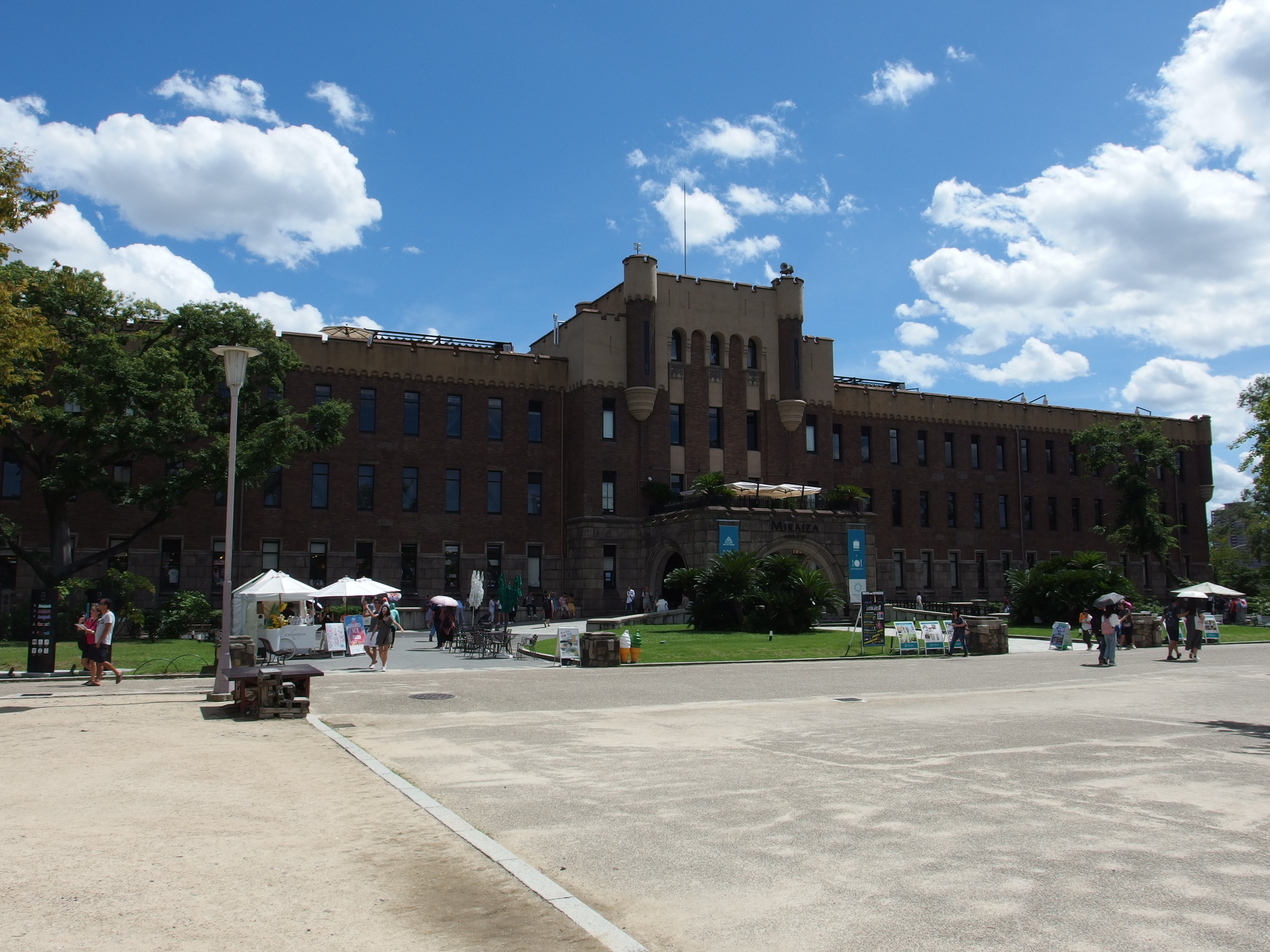
MIRAIZA OSAKA-JO
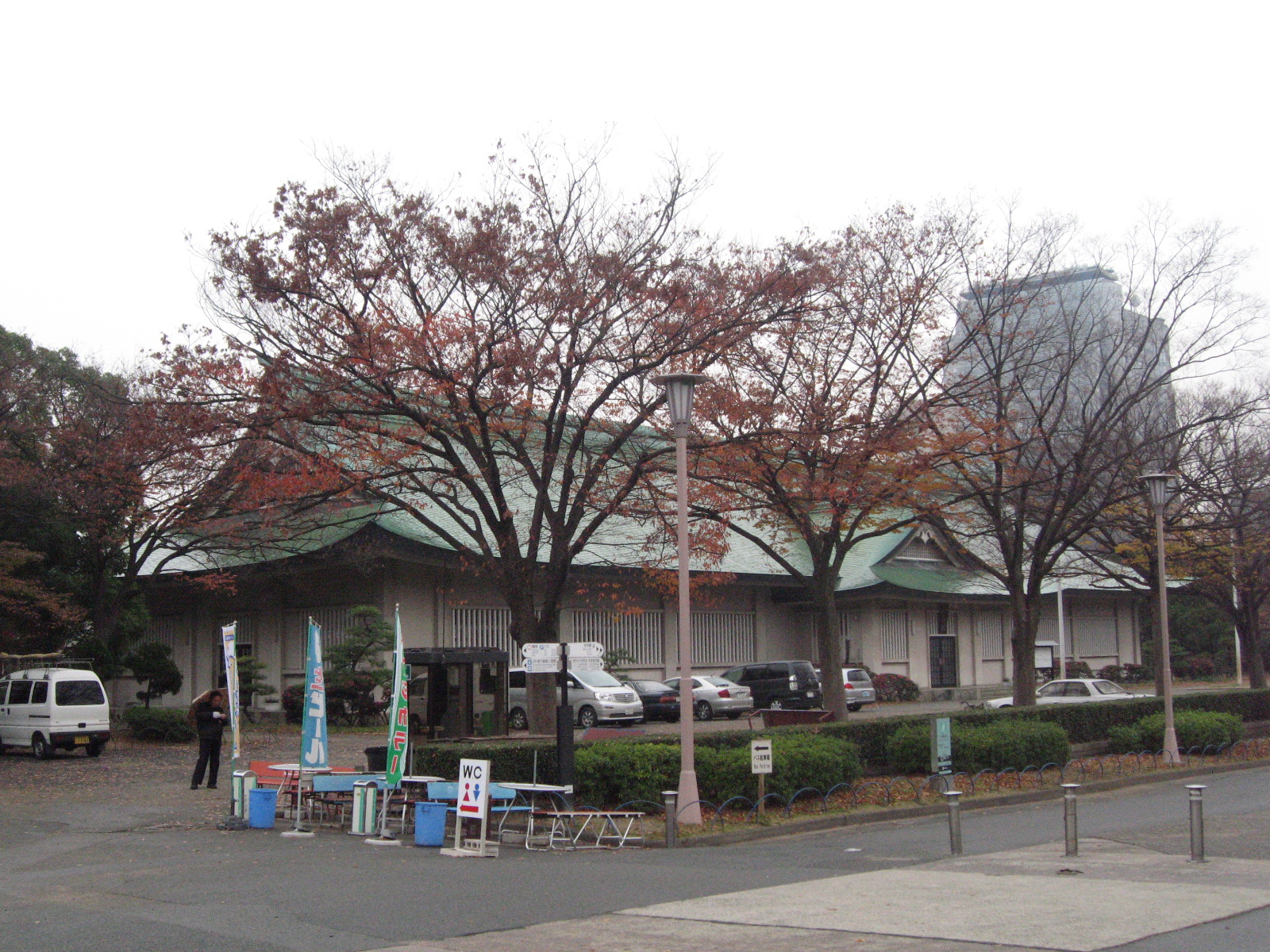
大阪市立修道館
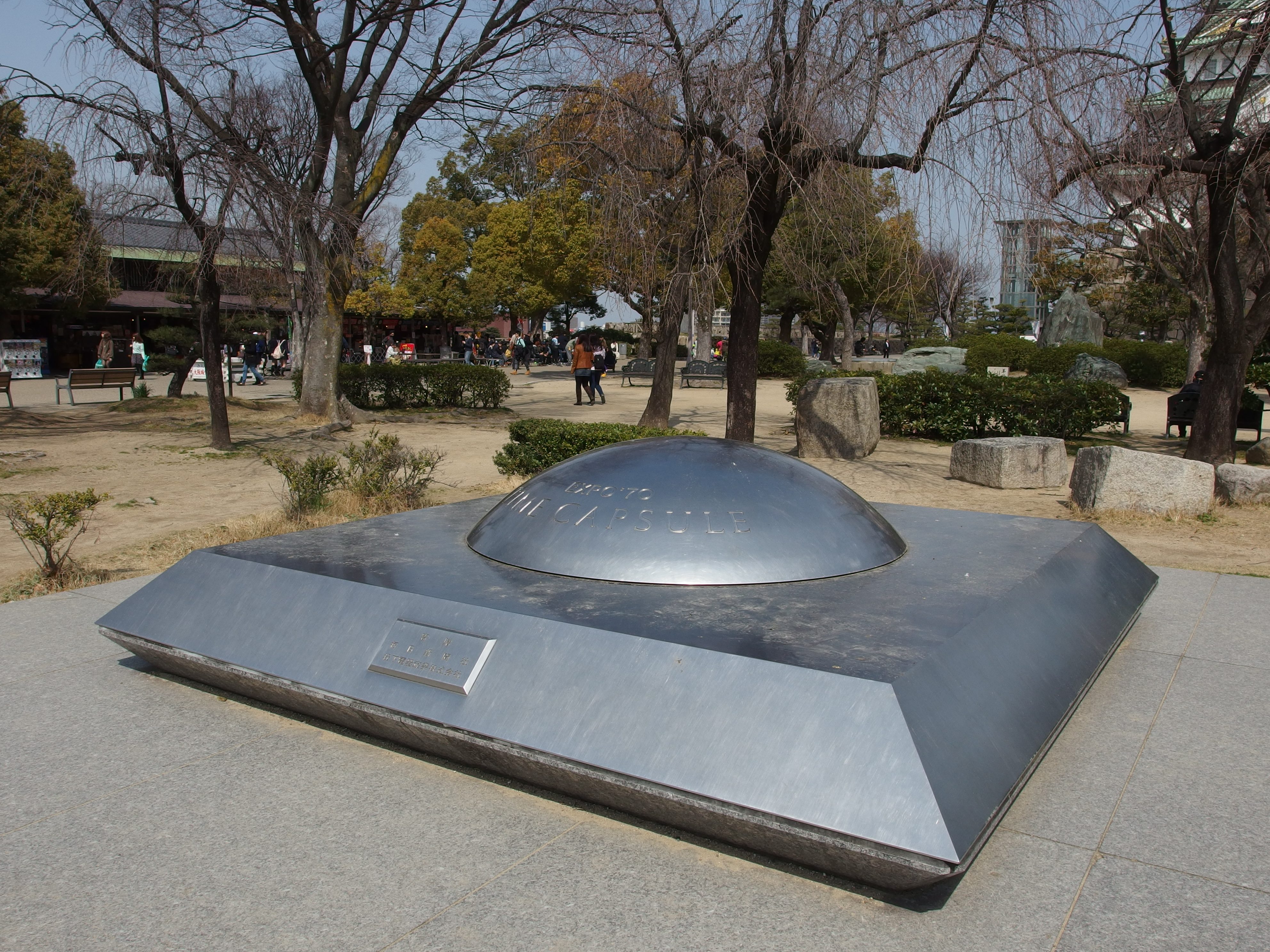
タイムカプセル EXPO '70
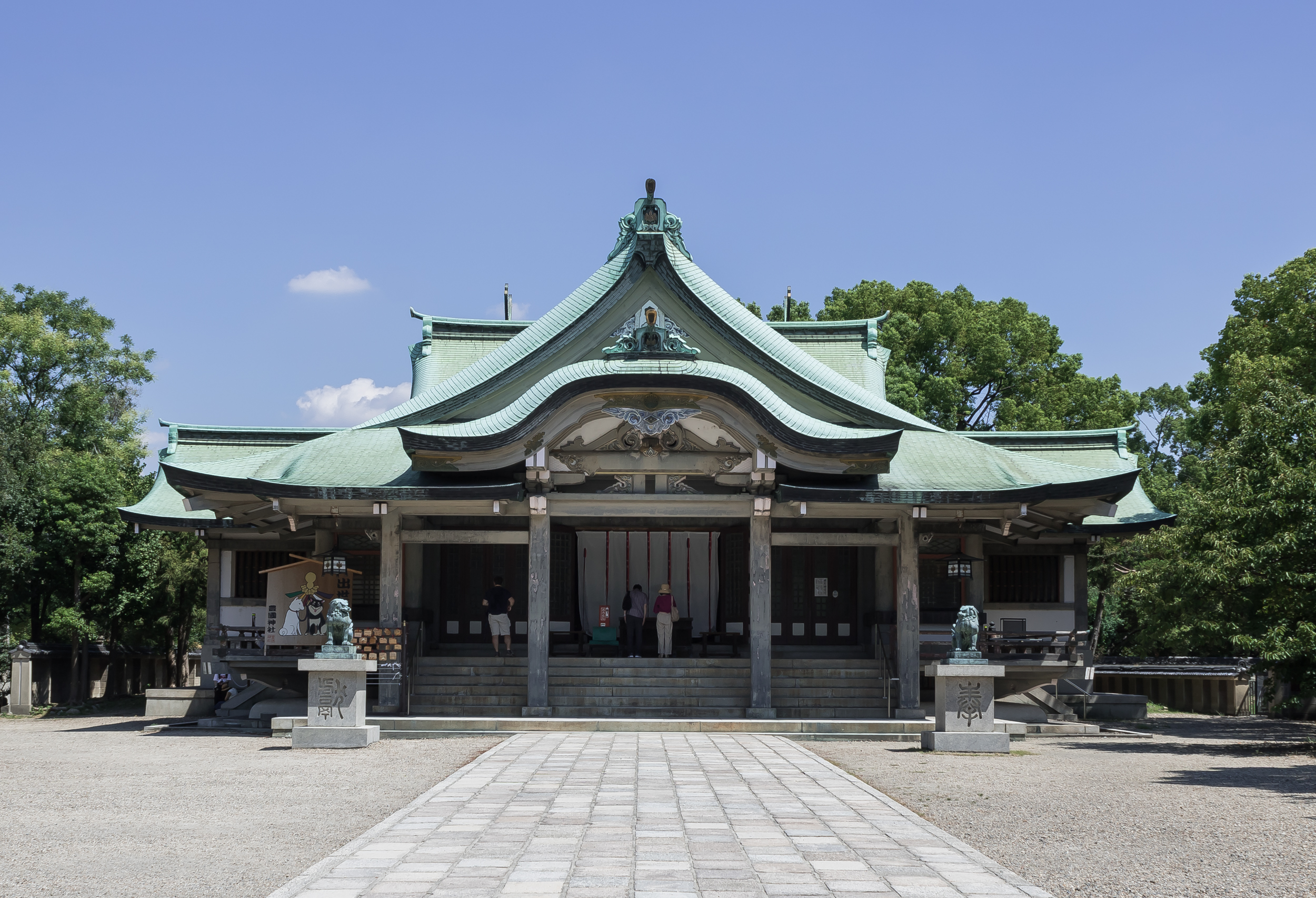
豊國神社
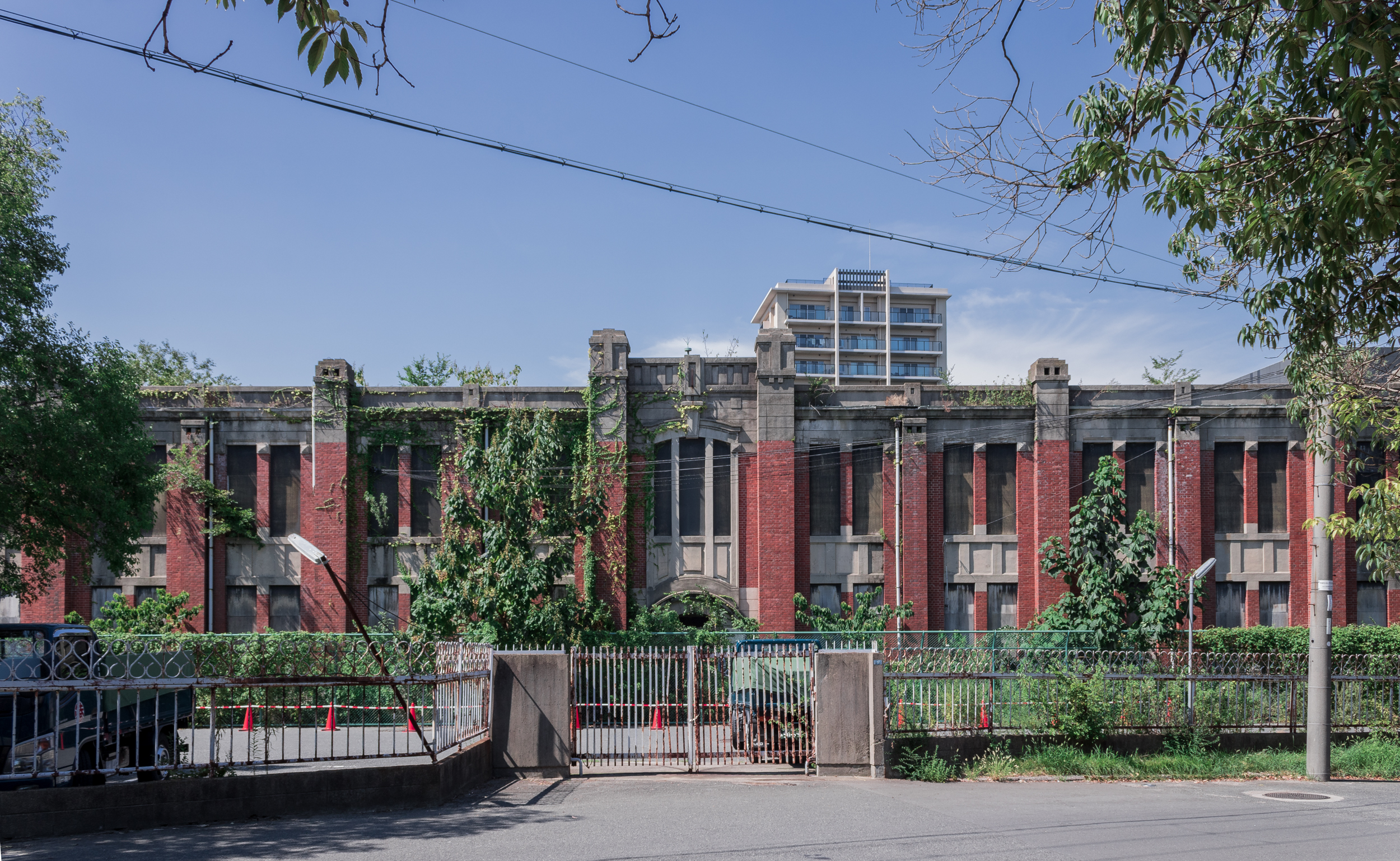
旧大阪砲兵工廠化学分析場